# Matty James
Matthew Lee James (Bacup, Inglaterra, 22 de julio de 1991), conocido como Matty James, es un futbolista británico que juega de centrocampista en el Wrexham A. F. C. de la EFL Championship.

## Trayectoria
Su posición habitual es de mediocampista, pero puede jugar en defensor cuando se requiera. James comenzó su carrera con Manchester United, donde su hermano Reece también llegó a través de las categorías inferiores, pero dejó el club por una temporada cedido en el  Preston North End antes de unirse al Leicester de forma permanente en 2012.

## Selección nacional
Ha sido internacional con la selección de fútbol de Inglaterra sub-16, sub-17, sub-19 y sub-20.

## Clubes
Última actualización 9 de mayo de 2015
| Club                       | Temporada     | Liga     | Liga  | Copa     | Copa  | Copa de Liga | Copa de Liga | Europa   | Europa | Otras    | Otras | Total    | Total |
| Club                       | Temporada     | Partidos | Goles | Partidos | Goles | Partidos     | Goles        | Partidos | Goles  | Partidos | Goles | Partidos | Goles |
| -------------------------- | ------------- | -------- | ----- | -------- | ----- | ------------ | ------------ | -------- | ------ | -------- | ----- | -------- | ----- |
| Manchester United          | 2009-10       | 0        | 0     | 0        | 0     | 0            | 0            | 0        | 0      | 0        | 0     | 0        | 0     |
| Manchester United          | 2010-11       | 0        | 0     | 0        | 0     | 0            | 0            | 0        | 0      | 0        | 0     | 0        | 0     |
| Manchester United          | 2011-12       | 0        | 0     | 0        | 0     | 0            | 0            | 0        | 0      | 0        | 0     | 0        | 0     |
| Manchester United          | Total         | 0        | 0     | 0        | 0     | 0            | 0            | 0        | 0      | 0        | 0     | 0        | 0     |
| Preston North End (cedido) | 2009-10       | 18       | 2     | 0        | 0     | 0            | 0            | –        | –      | –        | –     | 18       | 2     |
| Preston North End (cedido) | 2010-11       | 10       | 0     | 0        | 0     | 2            | 1            | –        | –      | –        | –     | 12       | 1     |
| Preston North End (cedido) | Total         | 28       | 2     | 0        | 0     | 2            | 1            | 0        | 0      | 0        | 0     | 30       | 3     |
| Leicester City             | 2012-13       | 24       | 3     | 2        | 0     | 2            | 1            | –        | –      | 2        | 0     | 30       | 4     |
| Leicester City             | 2013-14       | 35       | 1     | 1        | 0     | 4            | 0            | –        | –      | 0        | 0     | 40       | 1     |
| Leicester City             | 2014-15       | 27       | 0     | 2        | 0     | 0            | 0            | –        | –      | 0        | 0     | 29       | 0     |
| Leicester City             | Total         | 86       | 4     | 5        | 0     | 6            | 1            | 0        | 0      | 0        | 0     | 99       | 5     |
| Total carrera              | Total carrera | 114      | 6     | 5        | 0     | 8            | 2            | 0        | 0      | 2        | 0     | 129      | 9     |

## Palmarés

### Títulos nacionales
| Título         | Club                 | País       | Año     |
| -------------- | -------------------- | ---------- | ------- |
| Premier League | Leicester City F. C. | Inglaterra | 2015-16 |

## Nota
1. ↑  Incluye otras competiciones, incluye FA Community Shield y Football League play-offs